# 宮田麻由美
宮田麻由美（日语：／ Miyata Mayumi，1954年4月1日—），日本東京人，雅樂笙演奏家，現任國立音樂大學客員教授。

## 生平
她自國立音樂大學音樂學院器樂學系（主修鋼琴）畢業後即學習雅樂，1998年長野冬奧開幕式時曾演奏日本國歌《君之代》。